# Coleophora pellicornella
Coleophora pellicornella é uma espécie de mariposa do gênero Coleophora pertencente à família Coleophoridae.